# Racing de Ferrol
Racing Club de Ferrol – hiszpański klub piłkarski, grający obecnie w Primera Federación, mający siedzibę w mieście Ferrol, leżącym w Galicji.

## Historia
Klub został założony w 1917 roku. Historia powstania powiązana jest z pracownikami stoczni, warsztatów, hut i suchych doków, którymi byli Brytyjczycy. W ramach rozrywki grali w piłkę nożną. Pod koniec XIX wieku i na początku XX w mieście Ferrol istniało kilka klubów piłkarskich, jednak przetrwał tylko jeden, Racing Ferrol Football Club, który był zaczątkiem Racingu de Ferrol.

## Stadion
Swoje mecze Racing de Ferrol rozgrywa na stadionie Estadio de la Malata, mogącym pomieścić 12.042 widzów. Został zbudowany w 1993 roku. Pierwszy mecz został rozegrany 18 kwietnia, a Racing pokonał 3:2 rezerwy Atlético Madryt. Natomiast pierwsze oficjalne spotkanie rozegrano 29 sierpnia pomiędzy Celtą Vigo a Deportivo La Coruña w ramach towarzyskiego turnieju Galicji. Koszt budowy obiektu wyniósł 1,7 miliarda peset.
Poprzedni Racing używał dwóch innych obiektów. Pierwszym z nich był Campo de Futbol Inferniño, który był klubową areną do 1954 roku i wtedy to piłkarze przenieśli się na Estadio Manuel Rivera.

## Sukcesy
- Mistrzostwo Galicji: 1929, 1938, 1939
- Finalista Pucharu Hiszpanii: 1939
- Awans do Segunda División: 2000, 2006

## Reprezentanci krajów grający w klubie
- Carlos Alfaro Moreno
- Anicet Adjamossi
- Raúl Palacios
- Dubravko Pavličić
- Dwight Pezzarossi
- Kaba Diawara
- Ángel Manuel Cuéllar
- Guillermo Gorostiza
- Marcelino
- Andrejs Prohorenkovs
- Nabil Baha
- Samir Boughanem
- Ikechukwu Uche
- Nenad Grozdić
- Andrés Martínez
- Alexander Medina
- Mauricio Nanni
- Ante Razov
- Jonay Hernández
- Idrissa Keita